# Popillia deplanata
Popillia deplanata är en skalbaggsart som beskrevs av Ohaus 1897. Popillia deplanata ingår i släktet Popillia och familjen Rutelidae. Inga underarter finns listade i Catalogue of Life.